# Anne Fabini

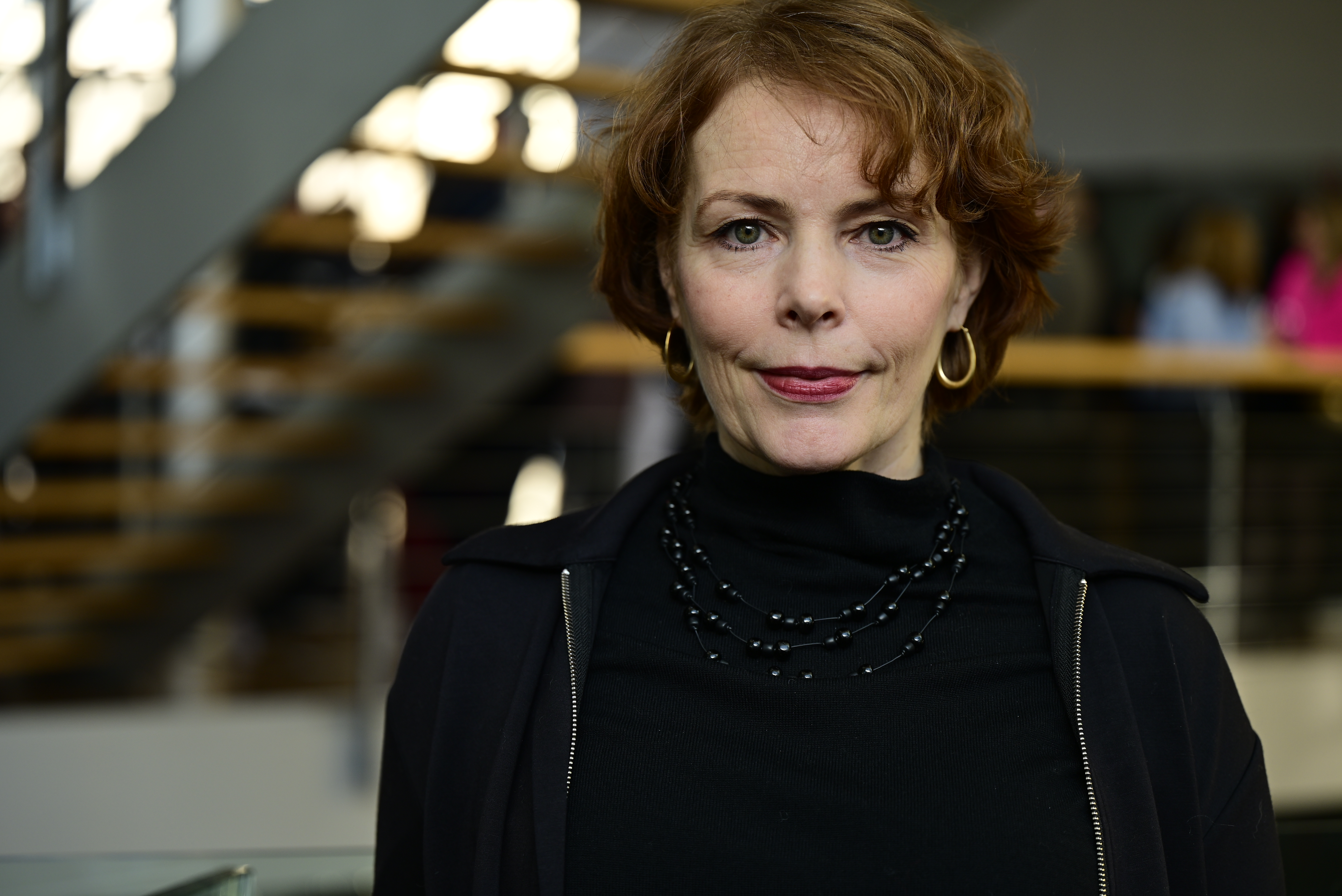
Anne Fabini (2025)

Anne Fabini (* 1969 in Schäßburg, Siebenbürgen, Rumänien) ist eine deutsche Filmeditorin. Sie ist für die Montage von zahlreichen preisgekrönten Kino-Dokumentarfilmen und Kino-Spielfilmen verantwortlich. Für den Dokumentarfilm Of Fathers and Sons – Die Kinder des Kalifats wurde sie beim Deutschen Filmpreis 2019 in der Kategorie Bester Schnitt ausgezeichnet.

## Leben und Werk

### Ausbildung
Aufgewachsen in Rumänien, studierte Anne Fabini zunächst von 1987 bis 1991 Sinologie und Englisch an der Universität Bukarest. Dann emigrierte sie nach Deutschland und studierte von 1993 bis 1995 Theater-, Film- und Fernsehwissenschaften an der Freien Universität Berlin. Via Praktika am Set und im Schneideraum fand sie den Zugang zur praktischen Filmherstellung, und war ab 1996 als Schnittassistentin tätig, unter anderem bei Tom Tykwers Erfolgsfilm Lola rennt.

### Karriere als Filmeditorin
Der erste von Anne Fabini selbst montierte Langfilm war Milch und Honig aus Rotfront von Hans-Erich Viet, ein Dokumentarfilm über die Nachfahren von deutschen Mennoniten in einem kirgisischen Dorf. Der Film erhielt beim Deutschen Filmpreis 2001 eine Nominierung in der Kategorie Bester Dokumentarfilm. Fabinis erster Spielfilm Berlin is in Germany gewann den Publikumspreis der Berlinale 2001 und markiert den Beginn einer langjährigen Zusammenarbeit mit Regisseur Hannes Stöhr. 2009 erhielt sie für ihre Montage von Stöhrs Elektromusik-Films Berlin Calling eine Nominierung beim Deutschen Filmpreis in der Kategorie Bester Schnitt.
Für ihre Arbeit an dem Dokumentarfilm More than Honey von Markus Imhoof, der sich mit dem weltweiten Bienensterben auseinandersetzt, war Anne Fabini beim Deutschen Filmpreis 2013 erneut in der Kategorie Bester Schnitt nominiert, und der Film wurde als Bester Dokumentarfilm ausgezeichnet. Die internationale Koproduktion erhielt auch in der Schweiz und in Österreich die jeweils höchste nationale Auszeichnung für Dokumentarfilme.
Der Spielfilm Houston von Bastian Günther feierte Premiere beim Sundance Film Festival 2013 und brachte Fabini  beim Deutschen Filmpreis 2014 ihre dritte Nominierung in der Kategorie Bester Schnitt ein. Zudem wurde sie für ihre Arbeit an diesem Film mit dem Preis der deutschen Filmkritik ausgezeichnet. Weitere Filme, die Fabini zusammen mit Bastian Günther realisiert hat, sind der hybride Dokumentarfilm California City (2014) und der Spielfilm One of these Days (2020).
Mit dem 2013 erschienenen Dokumentarfilm Homs – Ein zerstörter Traum begann Anne Fabinis Zusammenarbeit mit dem syrischen Regisseur Talal Derki. Das Porträt von Homs in den Anfangsjahren des syrischen Bürgerkriegs erhielt beim Sundance Film Festival 2014 den „World Documentary Grand Jury Award“. Die gleiche Auszeichnung bekam vier Jahre später auch die zweite Zusammenarbeit mit Derki: Of Fathers and Sons – Die Kinder des Kalifats. Der erneut mitten im syrischen Krieg entstandene Dokumentarfilm wurde für den Oscar 2019 als Bester Dokumentarfilm nominiert. Er gewann zudem beim Deutschen Filmpreis 2019 in der Kategorie Bester Dokumentarfilm und brachte Fabini ihre erste Lola in der Kategorie Bester Schnitt ein.
Der autobiografische Debüt-Spielfilm The Tale – Die Erinnerung von Jennifer Fox, den Anne Fabini zusammen mit den Editoren Alex Hall und Gary Levy montiert hat, wurde für die Emmy-Awards 2018 und die Independent Spirit Awards 2019 nominiert; bei letzteren auch in der Kategorie Bester Schnitt. Eine Auszeichnung für ihre Arbeit erhielt das Editoren-Trio beim Durban International Film Festival.
Bei der Berlinale 2022 war Anne Fabini mit zwei Filmen
vertreten: Der Spielfilm Zum Tod meiner Mutter von Jessica Krummacher feierte in der Sektion Encounters Premiere. Der kolumbianische Dokumentarfilm Alis von Clare Weiskopf und Nicolás van Hemelryck, den Fabini gemeinsam mit Gustavo Vasco montierte, gewann den Gläsernen Bären der Sektion Generation 14plus und den Teddy Award für den Besten Dokumentarfilm.
Der von Anne Fabini als „Supervising Editor“ mitgestaltete indische Film Writing with Fire von Rintu Thomas und Sushmit Gosh war bei den Oscars 2022 als Bester Dokumentarfilm nominiert. Der Film, der eine Nachrichtenagentur und deren Journalistinnen porträtiert, die alle aus der untersten Kaste der Dalit stammen, erhielt zahlreiche weitere Auszeichnungen, z. B. den Publikumspreis des Dokumentarfilm-Festivals Amsterdam (IDFA).

### Mitgliedschaften und Engagement
Anne Fabini ist Mitglied der Deutschen Filmakademie  und gehörte dessen Vorstand von 2019 bis 2021 als Leiterin der Sektion Schnitt an, nachdem sie zuvor von 2015 bis 2019 die Stellvertreterin von Peter R. Adam im Vorstand war. Sie ist auch Mitglied der Europäischen Filmakademie, und der Oscar-Academy AMPAS, in welche sie 2019 eingeladen wurde. Außerdem ist sie Mitglied im Bundesverband Filmschnitt Editor e. V. (BFS), für den sie regelmäßig in der Reihe ungeSCHNITTen Gespräche mit Filmeditoren moderiert.
Neben ihrer Arbeit als Editorin, ist Fabini auch als dramaturgische Beraterin, Mentorin, Dozentin und Jury-Mitglied aktiv. Filmteams steht sie beratend zur Seite im Rahmen der internationalen Workshop-Initiativen „Rough Cut Service“ und „dok.incubator“, wo komplizierte und möglicherweise im Schnittprozess festgefahrene Dokumentarfilm-Projekte von Experten unterstützt werden. Fabini war unter anderem Jurymitglied bei den Filmfestivals in Karlovy Vary, Zürich  und beim Max Ophüls Preis in Saarbrücken. Außerdem gehörte sie 2019 zu der deutschen Vorauswahljury für den Besten internationalen Film bei den Oscars.

### Privatleben
Anne Fabini lebt in Berlin, verbrachte aber auch fünf Jahre ihres Erwachsenenlebens in Spanien, und spricht neben Deutsch, Rumänisch und Englisch auch fließend Spanisch.

## Filmografie (Auswahl)
- 2001: Milch und Honig aus Rotfront – Kino-Dokumentarfilm; Regie: Hans-Erich Viet
- 2001: Berlin is in Germany – Kino-Spielfilm; Regie: Hannes Stöhr
- 2001: Traumfrau mit Verspätung – TV-Spielfilm; Regie: Hans-Erich Viet
- 2001: Flügge – TV-Dokumentarfilm; Regie: Elke Hauck
- 2004: Tatort: Odins Rache – TV-Reihe; Regie: Hannes Stöhr
- 2005: One Day in Europe – Kino-Episodenfilm; Regie: Hannes Stöhr
- 2007: Tatort: Das Ende des Schweigens – TV-Reihe; Regie: Buddy Giovinazzo
- 2007: Capri You Love? – Kino-Spielfilm; Regie: Alexander Oppersdorff
- 2007: Polizeiruf 110: Farbwechsel – TV-Reihe; Regie: Hans-Erich Viet
- 2008: Berlin Calling – Kino-Spielfilm; Regie: Hannes Stöhr
- 2008: Die Anwälte – TV-Serie, 7 Folgen; Regie: Züli Aladağ & Kathrin Feistl
- 2009: Liebe ist Verhandlungssache – TV-Spielfilm; weiterer Editor: Tobias Haas; Regie: Sven Bohse
- 2009: Vorzimmer zur Hölle – TV-Spielfilm; weitere Editoren: Guido Krajewski & Julia Prokasky; Regie: John Delbridge & Michael Keusch
- 2009: Deutschland nervt! – Dokumentarfilm; Regie: Hans-Erich Viet
- 2010: Solange du schliefst – TV-Spielfilm; Regie: Nicole Weegmann
- 2010–2011: Der Kriminalist – TV-Serie, 4 Folgen; Regie: Züli Aladağ
- 2011: Carte Blanche – Dokumentarfilm; Regie: Heidi Specogna
- 2012: More than Honey – Kino-Dokumentarfilm; Regie: Markus Imhoof
- 2013: Houston – Kino-Spielfilm; Regie: Bastian Günther
- 2013: 300 Worte Deutsch – Kino-Spielfilm; Regie: Züli Aladağ
- 2013: Homs – Ein zerstörter Traum (Return to Homs) – Kino-Dokumentarfilm; Regie: Talal Derki
- 2014: California City – Dokumentarfilm mit fiktionalen Elementen; Regie: Bastian Günther
- 2014: 2+2 – Spielfilm; Regie: Thomas Ciulei
- 2015: Beyond Punishment – Kino-Dokumentarfilm; Regie: Hubertus Siegert
- 2015: Tatort: Schwerelos – TV-Reihe; Regie: Züli Aladağ
- 2015: Tatort: Schutzlos – TV-Reihe; Regie: Manuel Flurin Hendry
- 2016: Morris aus Amerika (Morris from America) – Kino-Spielfilm; Regie: Chad Hartigan
- 2017: Denk ich an Deutschland in der Nacht – Kino-Dokumentarfilm; weiterer Editor: Robert Thomann; Regie: Romuald Karmakar
- 2017: Of Fathers and Sons – Die Kinder des Kalifats (Of Fathers and Sons) – Kino-Dokumentarfilm; Regie: Talal Derki
- 2018: Schwartz & Schwartz: Mein erster Mord – TV-Reihe; Regie: Rainer Kaufmann
- 2018: The Tale – Die Erinnerung (The Tale) – Kino-Spielfilm; weitere Editoren: Alex Hall & Gary Levy; Regie: Jennifer Fox
- 2020: Aswang – Dokumentarfilm; weitere Editorin: Fatima Bianchi; Regie: Alyx Ayn Arumpac
- 2020: One of these Days – Spielfilm; Regie: Bastian Günther
- 2021: Writing with Fire – Kino-Dokumentarfilm; als „Supervising Editor“; Regie und Schnitt: Sushmit Ghosh & Rintu Thomas
- 2021: In den Uffizien – Kino-Dokumentarfilm; Regie: Corinna Belz & Enrique Sánchez Lansch
- 2022: Alis – Kino-Dokumentarfilm; weiterer Editor: Gustavo Vasco; Regie: Clare Weiskopf & Nicolás van Hemelryck
- 2022: Zum Tod meiner Mutter – Kino-Spielfilm; Regie: Jessica Krummacher
- 2023: Irgendwann werden wir uns alles erzählen – Kino-Spielfilm; Regie: Emily Atef
- 2024: Die Ermittlung

## Auszeichnungen und Nominierungen
- 2009: Nominierung für den Deutschen Filmpreis in der Kategorie Bester Schnitt für Berlin Calling
- 2013: Nominierung für den Deutschen Filmpreis, Kategorie Bester Schnitt, für More than Honey
- 2013: Nominierung für den Schnitt-Preis des Festivals Edimotion (ehemals Filmplus), Kategorie Kino-Dokumentarfilm, für More than Honey [24]
- 2014: Preis der deutschen Filmkritik 2013, Kategorie Bester Schnitt, für Houston
- 2014: Nominierung für den Deutschen Filmpreis, Kategorie Bester Schnitt, für Houston
- 2014: Nominierung für den Schnitt-Preis des Festivals Edimotion, Kategorie Kino-Spielfilm, für Houston [25]
- 2018: Nominierung für den  Preis der deutschen Filmkritik 2017, Kategorie Bester Schnitt, für Denk ich an Deutschland in der Nacht [26]
- 2018: Preis für den Besten Schnitt beim Durban International Film Festival, für The Tale – Die Erinnerung (zusammen mit Alex Hall & Gary Levy)
- 2019: Nominierung für die Independent Spirit Awards 2019, Kategorie Bester Schnitt, für The Tale – Die Erinnerung
- 2019: Deutscher Filmpreis, Kategorie Bester Schnitt, für Of Fathers and Sons – Die Kinder des Kalifats
- 2019: Nominierung für den Schnitt-Preis des Festivals Edimotion, Kategorie Kino-Dokumentarfilm, für Of Fathers and Sons – Die Kinder des Kalifats [27]
- 2020: Preis der Philippinischen Filmakademie (FAMAS), Kategorie Bester Schnitt, für Aswang (zusammen mit Fatima Bianchi) [28]
- 2021: Nominierung für den Deutschen Kamerapreis, Kategorie Schnitt Spielfilm, für One of these Days [29]